# Jenny Karl
Jenny Karl (6 de agosto de 1978) es una deportista alemana que compitió en judo. Ganó dos medallas en el Campeonato Europeo de Judo, oro en 2004 y bronce en 2003.

## Palmarés internacional
| Campeonato Europeo | Campeonato Europeo    | Campeonato Europeo | Campeonato Europeo |
| Año                | Lugar                 | Medalla            | Categoría          |
| ------------------ | --------------------- | ------------------ | ------------------ |
| 2003               | Düsseldorf (Alemania) | Medalla de bronce  | –78 kg             |
| 2004               | Bucarest (Rumania)    | Medalla de oro     | –78 kg             |